# أسوان (مركز)
مركز أسوان، مركز إداري مصري. يقع في محافظة أسوان الواقعة في جمهورية مصر العربية. القاعدة الإدارية للمركز هي مدينة أسوان، ويضم كذلك مدن أسوان الجديدة وأبو سمبل.